# Maria Antonia de Waldstein-Wartenberg
María Josefa Antoinetta Johanna Baptista, comtessa de Waldstein-Wartenberg, va néixer a Viena entre el 29 de març de 1771, i va morir, el 17 de gener de 1854, també a Viena. Va ser una noble Bohèmia àvia materna de Fernando II de Portugal.
Era la quarta filla del comte de Waldstein, George Cristiano-Wartenberg, i de la seva esposa Elisabeth (que descendia de Corfitz Ulfeldt, encunyat de Federico III de Dinamarca). Es va casar a Viena el 13 de febrer de 1792 amb el noble hongarès József Ferencz Kohary de Csábrág. Fruit d'aquesta unió són els seus dos fills, Ferenc (21 de desembre de 1792 – 19 d'abril de 1795) i Maria Antonia de Kohary de Csábrág.